# Marcos Lisboa
Marcos de Barros Lisboa (Rio de Janeiro, 2 de agosto de 1964) é um economista e ex-presidente do Insper, uma instituição de ensino superior privada sem fins lucrativos. De 2003 a 2005, foi secretário de Política Econômica do Ministério da Fazenda do governo Lula. Lisboa exerceu ainda a função de diretor-executivo e vice-presidente do Itaú Unibanco, entre os anos de 2006 e 2009. É também colunista da Folha de S.Paulo.

## Carreira
Lisboa é graduado em Economia pela Universidade Federal do Rio de Janeiro, onde também obteve o título de mestre; posteriormente, após migrar para os EUA, concluiu seu doutorado pela Universidade da Pensilvânia e atuou como Professor Assistente no Departamento de Economia da Universidade de Stanford. No Brasil, foi professor assistente da Fundação Getúlio Vargas e Presidente do Insper.
Lisboa assumiu o governo Lula com a inflação e o dólar em alta, atuando ao lado de Joaquim Levy, Henrique Meirelles, Murilo Portugal e Alexandre Schwartsman, conduzindo o governo a uma política fiscal de austeridade com uma política monetária dura e restritiva aliada a uma meta de superavit primário de 4,25% do PIB. (Produto Interno Bruto). Ao mesmo tempo a taxa básica de juros brasileira foi elevada para 26,5%.
A despeito de ter integrado o governo Lula, Lisboa tem sido classificado como liberal, crítico do que chamou de “intervencionismo desmedido do Estado”, iniciado a partir de 2008:
“No fim dos anos 1990 e começo dos anos 2000, o país experimentou um momento de crescimento com quebra da desigualdade e com uma economia aberta, que premiava a produtividade e não o acesso a Brasília. Colhemos bons frutos disso, mas infelizmente escolhemos outro rumo a partir de 2008. Voltamos ao Brasil do passado, do Período Geisel”.
Em 2010, Lisboa conquistou o prêmio ‘Economista do Ano’ concedido pela Ordem dos Economistas do Brasil.

## Análises
Lisboa acredita que, desde 1990 até o começo dos anos 2000, o Brasil desenvolveu sua economia em um rítmo inferior a outros países subdesenvolvidos, com baixa produtividade e diversas crises econômicas.

## Livros
- Preços de Produção, Método de Longo Prazo e Equilíbrio Geral: Uma Crítica à Teoria Neo-Ricardiana dos Preços Relativos[16]
- O Valor das Ideias: Debate em Tempos Turbulentos (em coautoria com Samuel Pêssoa, Fernando Haddad e outros) [17]